# Ferdinando Ughelli
Ferdinando Ughelli (Florencia, 19 de marzo de 1595 o 1596-Roma, 19 de mayo de 1670) fue un religioso cisterciense, historiador y teólogo italiano.

## Biografía
Nacido en el seno de una familia acomodada residente en la República de Florencia, con cerca de quince años profesó en el monasterio de Cestello in Borgo Pinti de Florencia, perteneciente a la Orden del Císter.  Hizo sus estudios en las abadías benedictinas de Morimondo Coronato en Milán, San Bartolomeo en Ferrara y nuevamente Cestello en Florencia. 
Entre 1621-23 asistió al Collegio Romano de la Compañía de Jesús, donde tuvo como maestros de Filosofía y Teología a los padres Francesco Piccolomini, que después sería general de su orden, y Juan de Lugo y  Quiroga, que fue cardenal de Urbano VIII.
Fue prior de Cestello entre 1624-27, abad de San Galgano cerca de Siena en 1628-31, de Nonantola en Módena en 1632-35, de San Salvatore a Settimo, cerca de Scandicci en la Toscana en 1635-37, definidor y presidente del capítulo de la orden en la provincia eclesiástica. Trasladado a Roma, ejerció como procurador de los cistercienses y abad de Tre Fontane; estimado y patrocinado por los papas Alejandro VII y Clemente IX, que le asignaron una generosa pensión, fue también teólogo del duque Fernando II de Toscana y del cardenal Giovan Carlo de Médici y consultor de la Congregación del Index.
Fallecido en Roma a los 75 años de edad, fue sepultado en la iglesia de la abadía de Tre Fontane. Sus escritos, legados al cardenal Francesco Barberini, se conservan en los Códices Barberini de la Biblioteca Apostólica Vaticana (Barb. Lat., 3239-46).

## Obra

### Italia Sacra
Como escritor su obra más importante fue Italia sacra, una recopilación de geografía e historia eclesiástica de todas las diócesis de Italia en nueve volúmenes in folio en latín publicados por varios impresores en Roma entre 1644 y 1662, cuyo objetivo y método expuso el propio Ughelli en el prefacio. 
La magnitud de la obra le llevó a valerse de numerosos colaboradores, que durante una década desde todas las provincias de Italia recogieron y remitieron a Ughelli documentos para su elaboración.  
Una segunda edición apareció en Venecia entre 1717-1722 por cuenta de Nicolò Coleti, corregida y ampliada con la Sicilia sacra de Rocco Pirro, que fue reimpresa en Nendeln en 1970. 
La obra fue equivalente a las que en otros países de Europa se compusieron sobre el mismo tema, como la Gallia christiana que los mauristas redactaron sobre la historia eclesiástica de Francia, el Monasticon Anglicanum en Inglaterra, o ya en el siglo XVIII, la España sagrada de Enrique Flórez y el Illyricum sacrum de Daniele Farlati. 
Giulio-Ambrosio Lucendi, abad de la misma Orden que Ughelli, hizo una versión abreviada y estudiada de la Italia sacra, publicada en Roma en 1704. 
Charles de Visch (1596-1666), quien estudió humanidades en Furnes y filosofía en la universidad de Donai, teólogo, prior del monasterio de  Dunes, dice de Ughelli: ornamento de Italia, gloria de su Orden, y astro brillante de la Iglesia.

### Otras
Dejó publicadas también las siguientes obras: 
- Cardinalium elogia qui ex sacro ordine Cisterciensi, Florencia, 1624.
- Columnensis familiae cardinalium imagines ad vivum....., Roma, 1650.
- Genealogia nobilium Romanorum de Capisucchis ex opere inscripto, Roma, 1653.
- Difesa della nobilta napoletana scritta in latino dal P. Carlo Borrelli C. R. M. contro il libro di Francesco Elio Marchesi, Roma, 1655.
- Albero et istoria della famiglia de conti di Marsciano, Roma, 1655.
- Adiciones y observaciones de la obra de Alfonso Chacón (1540-1599) Vita et res gestae pontificum romanorum, Roma, 1677, 2 vols.